# Хижинцы (Житомирская область)
Хижинцы (укр. Хижинці) — село на Украине, основано в 1853 году, находится в Романовском районе Житомирской области.
Население по переписи 2001 года составляет 375 человек. Почтовый индекс — 13044. Телефонный код — 246. Занимает площадь 127,2 км².

## Адрес местного совета
13044, Житомирская область, Романовский р-н, с.Хижинцы, ул.Мира, 25